# Norsesunds station
Norsesunds station är en hållplats i Norsesund, Lerums kommun vid Västra stambanan. Den öppnade 1867 och mellan 1870 och 1986 var det en station i formell mening, men i och med att krysstationen Norsesunds västra öppnade några hundra meter söder ut längs stambanan, så upphörde "stationen" att vara en driftplats. Enbart pendeltåg stannar på hållplatsen, som är den som ligger närmast den lite större tätorten Ingared två kilometer bort.

## Historia
Arbetena på stambanan inleddes 1855, sträckan invigdes 1857 och år 1867 blev Norsesund (Ns) en hållplats på Västra stambanan. Men tilltagande trafik på den då enkelspåriga järnvägen krävde en riktig station, som byggdes 1870. Jordbruksmarkerna kring Hemsjö och bort åt Edsås hade stora behov och vid sekelskiftet var passagerar- och godstrafiken livlig och stationen hade flera järnvägsspår. 

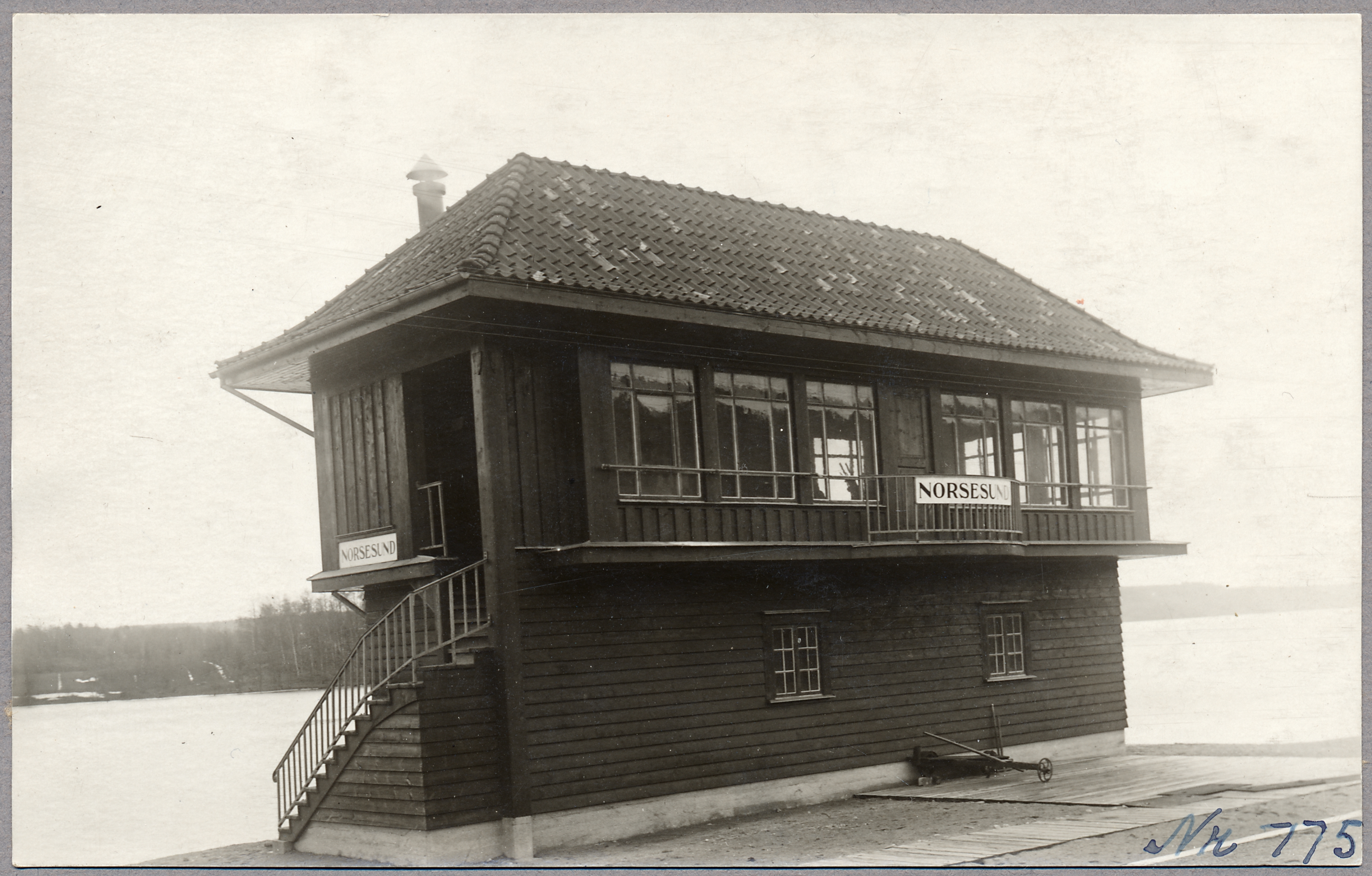
Ställverkshuset på kanten till sjön Sävelången

År 1916 öppnades dubbelspår förbi Norsesund. I samband med ombyggnaden till dubbelspår rätades linjen ut och spåren kom nu att ligga längre ifrån stationen är tidigare. 1926 blev banan elektrifierad.
Två kilometer bort, förbi det framtida Ingared, byggdes under början av 1960-talet Riksväg 6 om till motortrafikled för att 1962 bli E3, en väg som idag heter E20. Med denna förstärkning av vägnätet, kom lastbilen att ta död på stationens godshantering som upphörde under 60-talet. År 1962 infördes automatisk linjeblockering sträckorna förbi Norsesund och T F Nilsson, stationens sista stins, avtackades med pension.

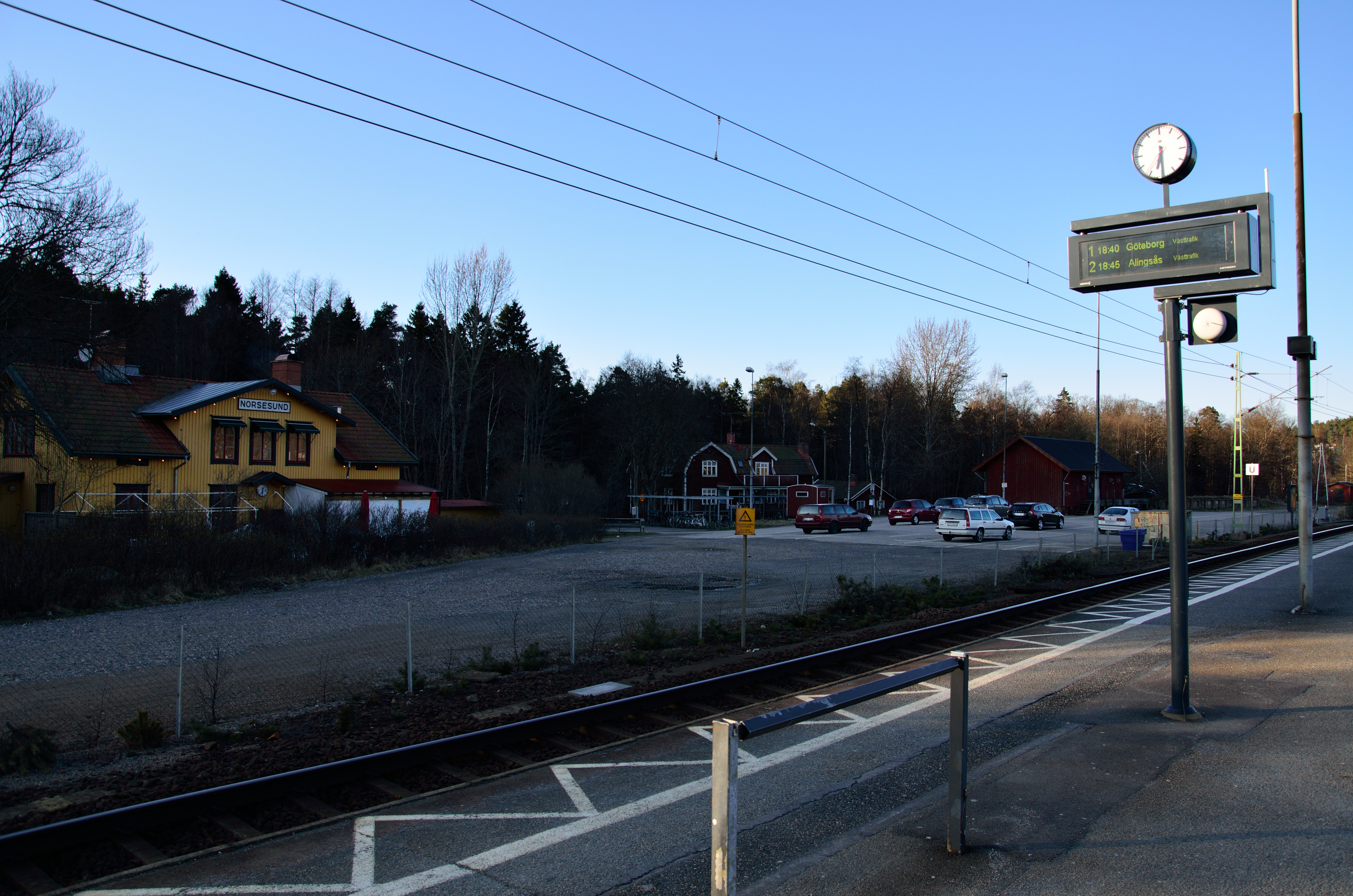
Utsikt över pendelparkeringen

SJ började trafikerade stationen med motorvagnståg redan i början av 1930-talet, men det var på 1940-talet som lokaltågstrafiken övertogs av motorvagnar. Från 1970 började trafiken bli mer pendeltågslik genom att X6 sattes in i trafik, som reserv höll SJ Humle och Dumle. Genom Göteborgsregionens kommunalförbunds avtal med SJ 1979, om pendeltågstrafiken för perioden 1980-1985, blev tågen målade röda och namngivna efter sjöar - Mjörn, Sävelången och Aspen. Avtalet gällde ett delat framtida ansvar för kollektivtrafiken och möjliggjorde nya tågbeställningar av ASEA för trafiken den senare delen av åttiotalet - motorvagn av typen X10. För den framtida trafiken bildades Göteborgsregionens Lokaltrafik 1983.
De tågsätten sattes i trafik från 1985, men för att underlätta på och avstigning byggdes bland annat Norsesund station om. Järnvägsmiljön sanerades och alla kvarvarande växlar och sidospår, utom ett oelektrifierat stickspår för arbetståg, togs bort. Man byggde dessutom om med högre perrongkanter för de nya tågen. Mer tekniskt förlorade Norsesund sin status av station 14 maj 1986 genom att den nya krysstationen Norsesunds västra (Ndv) invigdes några hundra meter längre bort mot Floda.

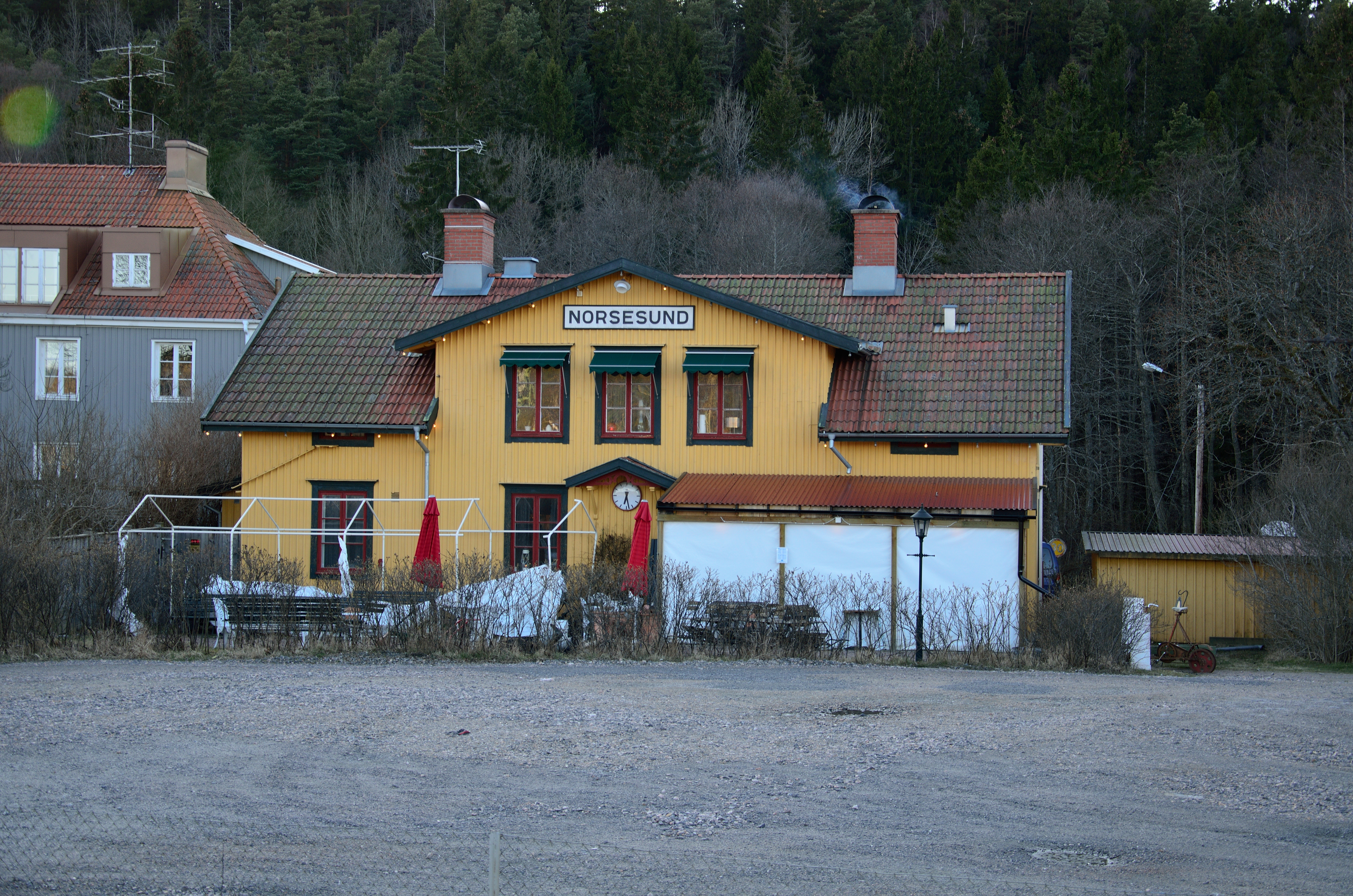
Det före detta stationshuset 2012

Växlarna flyttades alltså från ”gamla” Norsesunds station, blev därmed nedgraderad till en obemannad hållplats, underställd den nya driftplatsen. Stationshuset blev därmed överflödigt, det stängdes och stod länge övergivet, men genom en renovering och ombyggnad i början av 2000-talet så är det numera kafé och restaurang med scen. Kvar i järnvägsmiljön finns även ett kopparrött godsmagasin byggt med liggande timmer, som till och från utnyttjas som replokal och liknande av ortens ungdom efter att det förlorat sin funktion som just godsmagasin.
Pendeltågstrafiken har utvecklas och övrig kollektivtrafik likaså. Under 1990-talet tillkom anslutningsbussar till Ingared och Hemsjö. Inom Västtrafik betraktas Norsesund som en station inom både Alingsås och Lerums kommuns taxezoner (stationen ligger i Lerum). Ett nytt bussomlopp Alingsås-Norsesund-Hemsjö-Alingsås och ett omlopp omvänt, går på vardagarna från morgon till kväll. Därtill kommer ytterligare avgångar till Olofsered och Lövhult. Mängden parkeringsplatser har kontinuerligt utökats för pendlare som kommer med bil.